# Liste der denkmalgeschützten Objekte in Althofen
Die Liste der denkmalgeschützten Objekte in Althofen enthält die 27 denkmalgeschützten, unbeweglichen Objekte der Gemeinde Althofen in Kärnten.

## Denkmäler
| Foto |                 | Denkmal                                                                                   | Standort                                  | Beschreibung | Metadaten |
| ---- | --------------- | ----------------------------------------------------------------------------------------- | ----------------------------------------- | --- | --- |
| ja   | Datei hochladen | Wohnhaus HERIS-ID: 35398 Objekt-ID: 34156                                                 | Burgstraße 3 Standort KG: Althofen        | Der schmale, hohe Bau des 14./15. Jahrhunderts mit spitzbogigem profiliertem Portal, gotischen Fenstern und einem Erker auf Kragsteinen ist einer der am besten erhaltenen gotischen Profanbauten in Kärnten. | BDA-Hist.: Q37963913 Status: Bescheid Stand der BDA-Liste: 2025-06-30 Name: Wohnhaus GstNr.: .35 Residential building Burgstraße 3, Althofen                                            |
| ja   | Datei hochladen | Wohnhaus, ehem. Gerichtsgebäude HERIS-ID: 35399 Objekt-ID: 34157                          | Burgstraße 5 Standort KG: Althofen        | Das ehemalige Bezirksgericht wurde im 18. Jahrhundert umgebaut und besitzt eine Fassade aus dem dritten Viertel des 19. Jahrhunderts. | BDA-Hist.: Q37963927 Status: Bescheid Stand der BDA-Liste: 2025-06-30 Name: Wohnhaus, ehem. Gerichtsgebäude GstNr.: .34/1 Wohnhaus, ehem. Gerichtsgebäude, Althofen                     |
| ja   | Datei hochladen | Hornturm (ehem. Wehrturm) HERIS-ID: 53388 Objekt-ID: 61340                                | bei Burgstraße 7 Standort KG: Althofen    | Der ehemalige Wehrturm besitzt einen aufgesetzten Zinnenkranz. | BDA-Hist.: Q38056981 Status: § 2a Stand der BDA-Liste: 2025-06-30 Name: Hornturm (ehem. Wehrturm) GstNr.: .9 Hornturm, Burgstrasse, Althofen                                            |
| ja   | Datei hochladen | Auer von Welsbach-Museum HERIS-ID: 35400 Objekt-ID: 34158                                 | Burgstraße 8 Standort KG: Althofen        | Das ehemalige Kollerhaus ist ein elfachsiger Bau mit einem Kern aus dem 12./13. Jahrhundert. Im westseitigen Vortrakt steht ein offenes Stiegenhaus und drei gemauerte Arkaden aus dem 16. Jahrhundert. Der südseitige Zubau stammt aus dem 18. Jahrhundert. Das bemerkenswerte hohe gotische Dach ist mit Steinplattln gedeckt. An der Südseite befindet sich ein Schulterbogenportal. 1997 wurde das Gebäude für das Auer-von-Welsbach-Museum adaptiert. | BDA-Hist.: Q37963944 Status: Bescheid Stand der BDA-Liste: 2025-06-30 Name: Auer von Welsbach-Museum GstNr.: .27/1 Auer-von-Welsbach-Museum, Althofen                                   |
| ja   | Datei hochladen | Wohnhaus Schwarz am Berg (ehem. Pfleghaus) HERIS-ID: 53392 Objekt-ID: 61344               | Burgstraße 9 Standort KG: Althofen        | Das Haus „Schwarz am Berg“ ist das ehemalige Pflegehaus der Salzburger Erzbischöfe und stammt im Kern aus dem 13./14. Jahrhundert. Das nach Westen drei- bis viergeschoßige Haus ist gestaffelt in den Hang gebaut. An der straßenseitigen Ostfassade befindet sich eine Freitreppe mit darunterliegendem Kellereingang. Die in drei Rundbogenarkaden geöffnete, baldachinartige Eingangsloggia ist von einem Kreuzgratgewölbe überdacht und ist am Treppenbaldachin mit 1540 bezeichnet. Das zweite Kellergeschoß wurde unter Einbeziehung der romanischen Stadtmauer im 13./14. Jahrhundert errichtet. Ein zweischiffiger, dreijochiger Raum in der Nordwestecke stellt mit zwei Mittelstützen, Wandpfeilern sowie Kreuzgrat- und Tonnengewölbe eine äußerst bemerkenswerte Bauform dar. An der Südseite befindet sich ein Sgraffito zum Thema Arbeit der Zimmerleute, bezeichnet mit R. Dünhofen (19)74.                                                                                                  | BDA-Hist.: Q38057008 Status: Bescheid Stand der BDA-Liste: 2025-06-30 Name: Wohnhaus Schwarz am Berg (ehem. Pfleghaus) GstNr.: .23/3 Wohnhaus Schwarz am Berg, Althofen                 |
| ja   | Datei hochladen | Burg, ehem. Fronfeste HERIS-ID: 53391 Objekt-ID: 61343seit 2013                           | Burgstraße 12 Standort KG: Althofen       | Der einfache romanische Bau, Teil der ehemaligen Burg, wird heute als Wohnhaus genutzt. | BDA-Hist.: Q38056999 Status: Bescheid Stand der BDA-Liste: 2025-06-30 Name: Burg, ehem. Fronfeste GstNr.: .20 Burg, ehem. Fronfeste, Althofen                                           |
| ja   | Datei hochladen | Altes Rathaus HERIS-ID: 35401 Objekt-ID: 34159                                            | Freimarktstraße 4 Standort KG: Althofen   | Das „Alte Rathaus“ ist ein spätgotischer Bau mit Baudetails aus dem 16. Jahrhundert, wie Stuckgewölbe im Erd- und Obergeschoß, über Freitreppe zu erreichende Säulenarkaden im ersten Obergeschoß. | BDA-Hist.: Q37963959 Status: Bescheid Stand der BDA-Liste: 2025-06-30 Name: Altes Rathaus GstNr.: .47, .48 Altes Rathaus, Freimarktstraße 4, Althofen                                   |
| ja   | Datei hochladen | Annenturm, ehem. Bergfried HERIS-ID: 35397 Objekt-ID: 34155                               | Grobeckerplatz 1 Standort KG: Althofen    | Der Annenturm ist ein mittelalterlicher Bergfried vom Ende des 13. Jahrhunderts. Er war das Vorwerk der ehemaligen Befestigung des Oberen Marktes. Der rechteckige Wehrturm aus Bruchsteinmauerwerk besitzt an der Nordfassade im Erdgeschoß eine rechteckige Türe mit Steingewände und im zweiten Geschoß einen rundbogigen Hocheinstieg. Die Aussichtsetage aus Holz wurde 1957 hinzugefügt. | BDA-Hist.: Q37963895 Status: Bescheid Stand der BDA-Liste: 2025-06-30 Name: Annenturm, ehem. Bergfried GstNr.: .44 Annenturm, Althofen                                                  |
| ja   | Datei hochladen | Volksschule- und Hauptschule HERIS-ID: 53389 Objekt-ID: 61341                             | Höpfnerstraße 13 Standort KG: Althofen    | Die Volksschule wurde 1910–1912 nach Plänen von Karl Badstieber errichtet. 1930–1932 wurde das Gebäude um den Hauptschulanbau erweitert. 1995 erfolgte ein weiterer Anbau. Der mächtige viergeschoßige Bau ist dem Oberen Markt im Süden vorgelagert. | BDA-Hist.: Q38056991 Status: § 2a Stand der BDA-Liste: 2025-06-30 Name: Volksschule- und Hauptschule GstNr.: .187 Volks- und Hauptschule Althofen                                       |
| ja   | Datei hochladen | Knappenbrunnen (Gnomenbrunnen) HERIS-ID: 57949 Objekt-ID: 68314                           | Salzburger Platz Standort KG: Althofen    | Die Figuren am Gnomenbrunnen wurden von Josef Messner 1880 geschaffen. Der Brunnen wurde 1993 wieder aufgestellt. | BDA-Hist.: Q38079552 Status: § 2a Stand der BDA-Liste: 2025-06-30 Name: Knappenbrunnen (Gnomenbrunnen) GstNr.: 908/1 Althofen - Gnomenbrunnen                                           |
| ja   | Datei hochladen | Pestsäule HERIS-ID: 57950 Objekt-ID: 68315                                                | Salzburger Platz Standort KG: Althofen    | Die Pestsäule ist mit 1682 bezeichnet. Der schlichte Säulenschaft ist mit einem Gnadenstuhl bekrönt. Im Sockel befindet sich die Statue der ruhenden heiligen Rosalia. | BDA-Hist.: Q38079562 Status: § 2a Stand der BDA-Liste: 2025-06-30 Name: Pestsäule GstNr.: 908/1 Althofen - Pestsäule                                                                    |
| ja   | Datei hochladen | Gasthaus Zur Post HERIS-ID: 57941 Objekt-ID: 68306                                        | Salzburger Platz 1 Standort KG: Althofen  | Das Gasthaus „Zur Post“ wurde im 15./16. Jahrhundert unter Einbeziehung der romanischen Stadtmauer des 13. Jahrhunderts errichtet und zu Beginn der 1930er Jahre aufgestockt. Der jetzt dreigeschoßige Bau mit schlichter Fassadengestaltung besitzt im Erdgeschoß drei Räume mit Stichkappengewölbe sowie aufgeputzten Graten und ein hölzernes Türblatt mit geschmiedeten Beschlägen aus der Barockzeit. | BDA-Hist.: Q38079499 Status: Bescheid Stand der BDA-Liste: 2025-06-30 Name: Gasthaus Zur Post GstNr.: .41/1 Althofen - Gasthaus Salzburger Platz 1                                      |
| ja   | Datei hochladen | Wohn- und Gasthaus HERIS-ID: 57942 Objekt-ID: 68307                                       | Salzburger Platz 2 Standort KG: Althofen  | Das im Kern aus dem 15./16. Jahrhundert stammende, dreigeschoßige Gast- und Wohnhaus schließt an der Westfassade an einen historistisch veränderten Wehrturm an. Die platzseitige Fassade besitzt ein einfaches Kordongesims sowie rechteckige, glatte Fensterfaschen in schlichter Gestaltung aus der Nachkriegszeit. Im Kellergeschoß mit unterschiedlichen Bodenniveaus ist die Bausubstanz des 15./16. Jahrhunderts nahezu unverändert erhalten. Das Kellergeschoß des Turmes ist von einer Tonne mit zwei Stichkappen überwölbt und über ein gotisches Schulterbogenportal erreichbar. In der Nordostecke des Gebäudes befindet sich eine unter dem Außenniveau gelegene Wandpfeilerhalle mit einer Längstonne und je drei symmetrischen Stichkappen. Die ehemalige Labn mit vierjochigen Kreuzgratgewölbe stammt aus der Gotik. Der nordöstliche Erdgeschoßraum besitzt eine Riemlingdecke mit Mitteltram und abgefaster unterer Bohlenlage. Im ersten Obergeschoß befindet sich eine Holzfelderdecke. | BDA-Hist.: Q38079509 Status: Bescheid Stand der BDA-Liste: 2025-06-30 Name: Wohn- und Gasthaus GstNr.: .39 Wohnhaus mit Wehrturm, Salzburger Platz 2, Althofen                          |
| ja   | Datei hochladen | Rieder-Haus HERIS-ID: 35402 Objekt-ID: 34160                                              | Salzburger Platz 6 Standort KG: Althofen  | An der Fassade des Renaissancebaus von 1590 ist das bedeutendste Sgraffitofries Kärntens. | BDA-Hist.: Q2152040 Status: Bescheid Stand der BDA-Liste: 2025-06-30 Name: Rieder-Haus GstNr.: .73 Rieder-Haus, Althofen                                                                |
| ja   | Datei hochladen | Wohnhaus HERIS-ID: 57945 Objekt-ID: 68310                                                 | Salzburger Platz 8 Standort KG: Althofen  | Das Gebäude ist ein klassizistisches Bürgerhaus. | BDA-Hist.: Q38079530 Status: Bescheid Stand der BDA-Liste: 2025-06-30 Name: Wohnhaus GstNr.: .76 Ettingerhaus, Salzburger Platz 8, Althofen                                             |
| ja   | Datei hochladen | (Neues) Schloss HERIS-ID: 57946 Objekt-ID: 68311                                          | Schloßplatz 1 Standort KG: Althofen       | Im Erdgeschoß dieses ehemaligen Sitzes der Salzburger Erzbischöfe befindet sich eine bemerkenswerte Wandpfeilerhalle aus dem 15./16. Jh. | BDA-Hist.: Q64764954 Status: Bescheid Stand der BDA-Liste: 2025-06-30 Name: (Neues) Schloss GstNr.: .29 Neues Schloss, Schlossplatz 1, Althofen                                         |
| ja   | Datei hochladen | (Neues) Schloss HERIS-ID: 35403 Objekt-ID: 34161                                          | Schloßplatz 2 Standort KG: Althofen       | Der Kern des Gebäudes geht auf den Sitz der Salzburger Erzbischöfe aus dem 13. Jh. zurück. | BDA-Hist.: Q1980378 Status: Bescheid Stand der BDA-Liste: 2025-06-30 Name: (Neues) Schloss GstNr.: .25, .33, .30 Neues Schloss, Schlossplatz 2, Althofen                                |
| ja   | Datei hochladen | Pfarrhof HERIS-ID: 57948 Objekt-ID: 68313                                                 | Schloßplatz 4 Standort KG: Althofen       | Der repräsentative Pfarrhof wurde 1904 umgebaut. | BDA-Hist.: Q38079543 Status: § 2a Stand der BDA-Liste: 2025-06-30 Name: Pfarrhof GstNr.: .32 Pfarrhof Althofen                                                                          |
| ja   | Datei hochladen | Ehem. Bürgerspitalskirche hl. Cäcilia und Friedhof HERIS-ID: 57631 Objekt-ID: 67871       | Standort KG: Althofen                     | Inmitten des Unteren Marktes gelegen, von einer Friedhofsmauer umgeben. Urkundliche Erwähnung 1434. Romanischer Bau, im 16. und 19. Jahrhundert verändert. Eingezogener Chor mit geradem Schluss, westlich hölzerner Dachreiter. West- und Süd-Portal Vorzeichnung eines Wandgemäldes Christus am Ölberg Mitte 15. Jahrhundert. Christophorusgemälde an der Chorostseite, stark verblasst, ehemalig bezeichnet 1524. 1991 Freskenfund: An Langhaus-Nord-Wand Freilegung heiliger Leonhard mit Gefangenem an der Kette, dessen Füße in Holzblock eingeschlossen (Seccotechnik, zweite Hälfte des 13. Jahrhunderts). | BDA-Hist.: Q38077546 Status: § 2a Stand der BDA-Liste: 2025-06-30 Name: Ehem. Bürgerspitalskirche hl. Cäcilia und Friedhof GstNr.: .111/1, 342/2 Filialkirche Heilige Cäcilia, Althofen |
| ja   | Datei hochladen | Kalvarienbergkirche hl. Kreuz mit Kreuzweg HERIS-ID: 57632 Objekt-ID: 67872               | Standort KG: Althofen                     | Der originelle Kapellenbau aus dem 17. Jh. beinhaltet eine wertvolle barocke Einrichtung. 1907 erfolgte ein Umbau bzw. Renovierung. | BDA-Hist.: Q1722763 Status: § 2a Stand der BDA-Liste: 2025-06-30 Name: Kalvarienbergkirche hl. Kreuz mit Kreuzweg GstNr.: .17, 88/2, 88/3 Kreuzweg in Althofen                          |
| ja   | Datei hochladen | Karner HERIS-ID: 57633 Objekt-ID: 67873                                                   | Standort KG: Althofen                     | Sechsseitiger frühgotischer Bau mit östlicher Apsis. Figürliche Freskenreste des 13. Jahrhunderts. | BDA-Hist.: Q38077558 Status: § 2a Stand der BDA-Liste: 2025-06-30 Name: Karner GstNr.: .111/2 Karner, Althofen                                                                          |
| ja   | Datei hochladen | Kath. Pfarrkirche hl. Thomas von Canterbury mit Kirchhof HERIS-ID: 57634 Objekt-ID: 67874 | Burgstraße 8, neben Standort KG: Althofen | Die Pfarrkirche aus dem 14. Jh. wurde im 18. Jh. innen barockisiert. Um 1910 erhielt sie eine qualitätsvolle neugotische Ausstattung. | BDA-Hist.: Q1388347 Status: § 2a Stand der BDA-Liste: 2025-06-30 Name: Kath. Pfarrkirche hl. Thomas von Canterbury mit Kirchhof GstNr.: .28 Pfarrkirche Althofen                        |
| ja   | Datei hochladen | Stadtbefestigung (Gesamtanlage) HERIS-ID: 87609 Objekt-ID: 102031                         | Standort KG: Althofen                     | Beidseits der Straße zwischen Schlossplatz und Salzburger Platz sowie beim Haus Salzburger Platz 1 sind Reste der romanischen Stadtmauer erhalten. | BDA-Hist.: Q37720620 Status: § 2a Stand der BDA-Liste: 2025-06-30 Name: Stadtbefestigung (Gesamtanlage) GstNr.: 171, .34/3, .25, 71 Stadtbefestigung Althofen                           |
| ja   | Datei hochladen | Steingewölbebrücke HERIS-ID: 94074 Objekt-ID: 109202                                      | Standort KG: Althofen                     | Die Gurkbrücke ist eine barocke Dreibogen-Steingewölbebrücke mit dreibogigem Tragwerk. 1992 wurde das barocke Brückenprofil einschließlich der Kapelle wiederhergestellt. Die Brücke verbindet die Gemeinden Mölbling und Althofen über die Gurk. | BDA-Hist.: Q37763454 Status: § 2a Stand der BDA-Liste: 2025-06-30 Name: Steingewölbebrücke GstNr.: 927, 869/1 Gurk bridge Althofen - Mölbling                                           |
| ja   | Datei hochladen | Schloss Krumfelden HERIS-ID: 87592 Objekt-ID: 102014seit 2012                             | Krumfelden 1 Standort KG: Töscheldorf     | Zwei Kilometer nördlich von Treibach am Gurk-Fluss gelegen. Ortsname von krummem Velberbaum (Weide). In Urkunden Erzbischof Gebhards von Salzburg 1074 „predium Chrumpenveliwe“ (Gutshof). Dreigeschoßiger, kubischer Schlossbau mit Walmdach und leicht vorgezogenem Mittelrisalit. | BDA-Hist.: Q37720597 Status: Bescheid Stand der BDA-Liste: 2025-06-30 Name: Schloss Krumfelden GstNr.: .7/1                                                                             |
| ja   | Datei hochladen | Kath. Filialkirche hll. Johannes und Paul HERIS-ID: 87507 Objekt-ID: 101924               | bei Rabenstein 2 Standort KG: Töscheldorf | Die kleine romanische Kirche entstand vermutlich im 11. Jh. Ein Knorpelwerkaltar aus der Mitte des 17. Jhs. wurde in den 1960ern restauriert. | BDA-Hist.: Q1375085 Status: § 2a Stand der BDA-Liste: 2025-06-30 Name: Kath. Filialkirche hll. Johannes und Paul GstNr.: .17 Filialkirche Rabenstein                                    |
| ja   | Datei hochladen | Anlage Schloss Töscheldorf HERIS-ID: 112788 Objekt-ID: 131001                             | Töscheldorf 1, 2 Standort KG: Töscheldorf | Der stattliche barocke Bau wurde im 17. Jahrhundert von einem Eisengewerken errichtet. Bemerkenswert sind im großen Saal in der Mitte des Gebäudes die Wandmalereien von Josef Ferdinand Fromiller. Zu den Nebengebäuden zählen ein großes zweigeschoßiges Wirtschaftsgebäude (errichtet 1840) und eine 1597 errichtete und mehrfach umgestaltete Kapelle. Anmerkung: bis 2016 als Schloss Töscheldorf unter der ID 34162 geschützt und 2017 um die Nebengebäude unter neuer ID erweitert. | BDA-Hist.: Q1556013 Status: Bescheid Stand der BDA-Liste: 2025-06-30 Name: Anlage Schloss Töscheldorf GstNr.: .10, .11 Schlossanlage Töscheldorf                                        |